# Radek Matějek
Radek Matějek (* 5. února 1973) je český fotbalový rozhodčí. V nejvyšší české soutěži v 13 sezónách soudcoval 172 zápasů a v dalších 8 byl pomezní rozhodčí. V letech 2004 až 2013 byl mezinárodním rozhodčím FIFA.
Svůj první mezinárodní zápas mezi reprezentacemi soudcoval dne 15. listopadu 2006, reprezentace Rakouska zvítězilo 4:1 nad reprezentací Trinidadu a Tobaga.